# Tássia Carcavalli
Tássia Pereira de Souza Carcavalli (São Paulo, 31 de maio de  1992) é uma basquetebolista profissional brasileira.

## Carreira
Tássia Carcavalli fez parte do elenco da Seleção Brasileira de Basquetebol Feminino, nas Olimpíadas de 2012.